# Pedro Alonso Fernández
Pedro Alonso Fernández (1. srpna 1888, Faramontanos de Tábara – 28. července 1936, Vallecas) byl španělský římskokatolický kněz, řeholník Řádu augustiniánů a mučedník. Katolická církev ho uctívá jako blahoslaveného.

## Život
Narodil se 1. srpna 1888 ve Faramontanos de Tábara.
V 16 letech vstoupil do augustiniánského kláštera ve Valladolidu, kde složil své řeholní sliby a byl vysvěcen na kněze. Následně byl poslán do kláštera a školy v Uclés. Podle svědků byl milý, výborný učitel a všemi milovaný.
Po vypuknutí španělské občanské války byl 24. července 1936 klášter v Uclés uzavřen. Fernández odjížděl spolu s dalšími třemi bratry vlakem, kde byli zatčeni.
Dne 28. července 1936 byl na silnici u Vallecas zavražděn.

## Proces blahořečení
Dne 2. června 1953 byl zahájen jeho proces blahořečení. Do stejného procesu byli zařazeni také další tři jeho spolubratři, kteří byli zabiti s ním. Následně byl 27. dubna 1990 proces spojen s dalšími procesy, a tím vznikla skupina 104 mučedníků z řádu augustiniánů a diecézního kléru.
Dne 1. června 2007 uznal papež Benedikt XVI. jejich mučednictví. Blahořečeni byli 28. října 2007.